# Germaine Lalo
Pour les articles homonymes, voir Lalo.
Germaine Marie Louise Lalo dite Germaine Lalo (née Defaix) (née le 29 mars 1893 à Langres (Haute-Marne) et morte le 12 mars 1975 à Guéret (Creuse) est directrice du collège moderne de filles de Saint-Léonard-de-Noblat (Haute-Vienne), durant la Seconde Guerre mondiale. Elle cache dans son pensionnat 33 élèves juives et une surveillante pendant toute la guerre. Elle est reconnue comme une Juste parmi les nations par Yad Vashem.

## Biographie

### Avant-guerre
Germaine Lalo, est née le 29 mars 1893 à Langres (Haute-Marne).
En 1934, elle devient directrice d'un pensionnat pour filles, le Collège Moderne de Filles de Saint-Léonard-de-Noblat (Haute-Vienne). 

### Seconde Guerre mondiale
Durant la Seconde Guerre mondiale, elle accepte des jeunes filles juives, sans révéler leur identité.
Au début de l'année 1944, l'armée allemande et la Gestapo réquisitionnent un des bâtiments du collège. Germaine Lalo continue à soutenir les élèves juives.
Au début de juin 1944, la Milice française arrête Germaine Lalo et sa fille, dénoncées par un des enseignants du collège. Elles sont relâchées au bout de trois semaines.
Les trente-trois élèves juives sont protégées jusqu'à la fin de la guerre.

## Distinctions
- Médaille de la Résistance française (décret du 22 septembre 1945)
- reconnue comme Juste parmi les nations par Yad Vashem, à titre posthume, le 28 novembre 1994.

## Odonymie
- rue nommée en son nom, Germaine Lalo à Guéret (Creuse).
- ruelle située derrière le collège à Saint-Léonard-de-Noblat (Haute-Vienne) nommée en son honneur.